# كثافة الجسيمات (عدد الجسيمات)
كثافة الجسيمات (بالإنجليزية: Particle density) في سياق عدد الجسيمات (بالإنجليزية: particle count)، هي قياس لعدد الجسيمات في وِحدة مكانية من وَسَط حامل للجسيم. حيث الوحدة المكانية هي واحد على الحجم، والوَسَط يكون مائعًا في الغالب؛ وفي تصنيف آخر للحالات، تكون الوحدة واحد على مساحة السطح، والجسيمات تكون ثابتة أو مقيدة في ذلك السطح.